# Golo Brdo (miasto Bijeljina)
Golo Brdo (cyr. Голо Брдо) – wieś w Bośni i Hercegowinie, w Republice Serbskiej, w mieście Bijeljina. W 2013 roku liczyła 377 mieszkańców.